# النور الرياضي بتطاوين
النور الرياضي بتطاوين (بالفرنسية: Ennour sportif de Tataouine)‏، هو فريق تونسي لكرة قدم النسائية تأسس في 28 جويلية 2020 في مدينة تطاوين، ولاية تطاوين، يلعب هذا الفريق في الرابطة التونسية المحترفة لكرة القدم للسيدات في موسم 2021–22.

## وصلات خارجية
- الموقع الرسمي للجامعة التونسية لكرة القدم.